# Disonycha triangularis
Disonycha triangularis es una especie de escarabajo del género Disonycha, familia Chrysomelidae. Fue descrita científicamente por Say en 1824.
Habita en Canadá y los Estados Unidos (Columbia Británica, Quebec, Nuevo México, Florida). Mide 6 mm, parte de su dieta se compone de Chenopodioideae y tiene actividad entre abril y septiembre.